# Madden NFL '96
Madden NFL '96 est un jeu vidéo de football américain sorti en 1996 et fonctionne sur Mega Drive, Super Nintendo, Game Boy, Game Gear et Windows. Le jeu a été développé par Tiburon Entertainment et High Score Productions et a été édité par Electronic Arts.

## Accueil
- Electronic Gaming Monthly : 9,3/10 (MD)[Note 1],[1]